# Antigua i Barbuda Premier Division
Antigua i Barbuda Premier Division lub Digicel/Red Stripe Premier Division – najwyższa liga piłkarska w państwie Antigua i Barbuda, powstała w 1968 r. Gra w niej 10 drużyn. Mistrz i wicemistrz ligi awansują do Pucharu Mistrzów CONCACAF, dwie ostatnie drużyny spadają do Antigua i Barbuda First Division.

## Drużyny grające w Digicel/Red Stripe Premier Division – 2007/08
- All Saints United
- Bassa FC (All Saint's Village)
- Empire FC (Gray's Farm)
- Freemansville FC
- Hoppers FC (Saint-John's)
- Liberta FC (Liberta)
- Parham FC (Parham)
- Potters
- Sap FC (Bolans)
- Villa Lions FC (Saint-John's)

## Dotychczasowi mistrzowie
- 1968/69 : Empire FC (Gray's Farm)
- 1969/70 : Empire FC (Gray's Farm)
- 1970/71 : Empire FC (Gray's Farm)
- 1971/72 : Empire FC (Gray's Farm)
- 1972/73 : Empire FC (Gray's Farm)
- 1973/74 : Empire FC (Gray's Farm)
- 'nie rozgrywano od 1975 do 1978
- 1978/79 : Empire (Gray's Farm)
- 'nie rozgrywano od 1980 do 1983
- 1983/84 : Villa Lions FC (St. John's)
- 1984/85 : Liberta FC
- 1985/86 : Villa Lions FC (St. John's)
- 1986-87 : Liberta FC
- 1987/88 : Empire (Gray's Farm)
- 1988-89 : Sap FC (Bolans)
- 1989/90 : J and J Construction (Parham)
- 1990/91 : brak danych
- 1991/92 : Empire (FC Gray's Farm)
- 1992/93 : brak danych
- 1993/94 : Lion Hill Spliff FC (St. John's)
- 1994/95 : English Harbour FC
- 1995/96 : English Harbour FC
- 1996/97 : English Harbour FC
- 1997/98 : Empire FC (Gray's Farm)
- 1998/99 : Empire FC (Gray's Farm)
- 1999/00 : Empire FC (Gray's Farm)
- 2000/01 : Empire FC (Gray's Farm)
- 2001/02 : Parham FC
- 2002/03 : Parham FC
- 2003/04 : Bassa FC (All Saint's Village)
- 2004/05 : Bassa FC (All Saint's Village)
- 2005/06 : Sap FC (Bolans)
- 2006/07 : Bassa FC